# Łączany (Namysłów)
Łączany (deutsch Lankau) ist eine Ortschaft in Niederschlesien. Der Ort liegt in der Gmina Namysłów im Powiat Namysłowski in der Woiwodschaft Opole in Polen.

## Geographie

### Geographische Lage
Das Straßendorf Łączany liegt drei Kilometer südöstlich der Gemeinde- und Kreisstadt Namysłów (Namslau) sowie 52 Kilometer nordwestlich der Woiwodschaftshauptstadt Opole (Oppeln). Der Ort liegt in der Nizina Śląska (Schlesische Tiefebene) innerhalb der Równina Oleśnicka (Oelser Ebene). Das Dorf liegt an den Schienen der stillgelegten Bahnstrecke Opole–Namysłów.

### Nachbarorte
Nachbarorte von Łączany sind im Nordwesten der Gemeindesitz Namysłów (Namslau) und im Süden Ziemiełowice (Simmelwitz).

## Geschichte

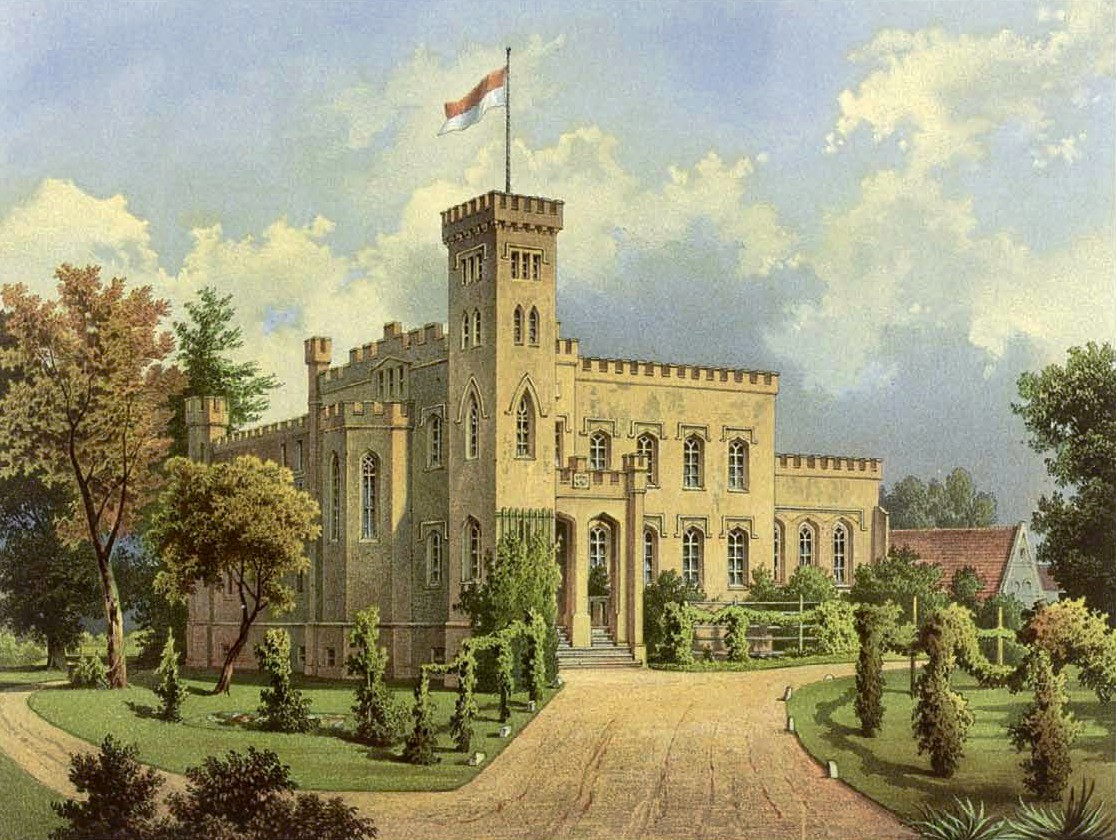
Schloss Lankau Mitte des 19. Jahrhunderts

In dem Werk  Liber fundationis episcopatus Vratislaviensis aus den Jahren 1295–1305 wird der Ort erstmals als Lanka erwähnt.
Nach dem Ersten Schlesischen Krieg 1742 fiel Lankau mit dem größten Teil Schlesiens an Preußen.
Nach der Neuorganisation der Provinz Schlesien gehörte die Landgemeinde Lankau ab 1816 zum Landkreis Namslau im Regierungsbezirk Breslau. 1845 bestanden im Dorf ein Vorwerk, eine Ziegelei und 17 Häuser. Im gleichen Jahr lebten in Lankau 123 Menschen, davon 30 evangelisch. Eingepfarrt waren die Bewohner nach Namslau. 1874 wurde der Amtsbezirk Giesdorf gegründet, welcher die Landgemeinden Böhmwitz, Giesdorf und Lankau und die Gutsbezirke Böhmwitz, Giesdorf und Lankau umfasste.
1933 zählte Lankau 178, 1939 wiederum 296 Einwohner. Bis 1945 gehörte der Ort zum Landkreis Namslau.
Infolge des Zweiten Weltkrieges kam der Ort 1945 an Polen, wurde in Łączany umbenannt und der Woiwodschaft Schlesien angeschlossen. 1950 wurde Łączany der Woiwodschaft Opole zugeteilt. 1999 wurde es Teil des wiedergegründeten Powiat Namysłowski.

## Sehenswürdigkeiten

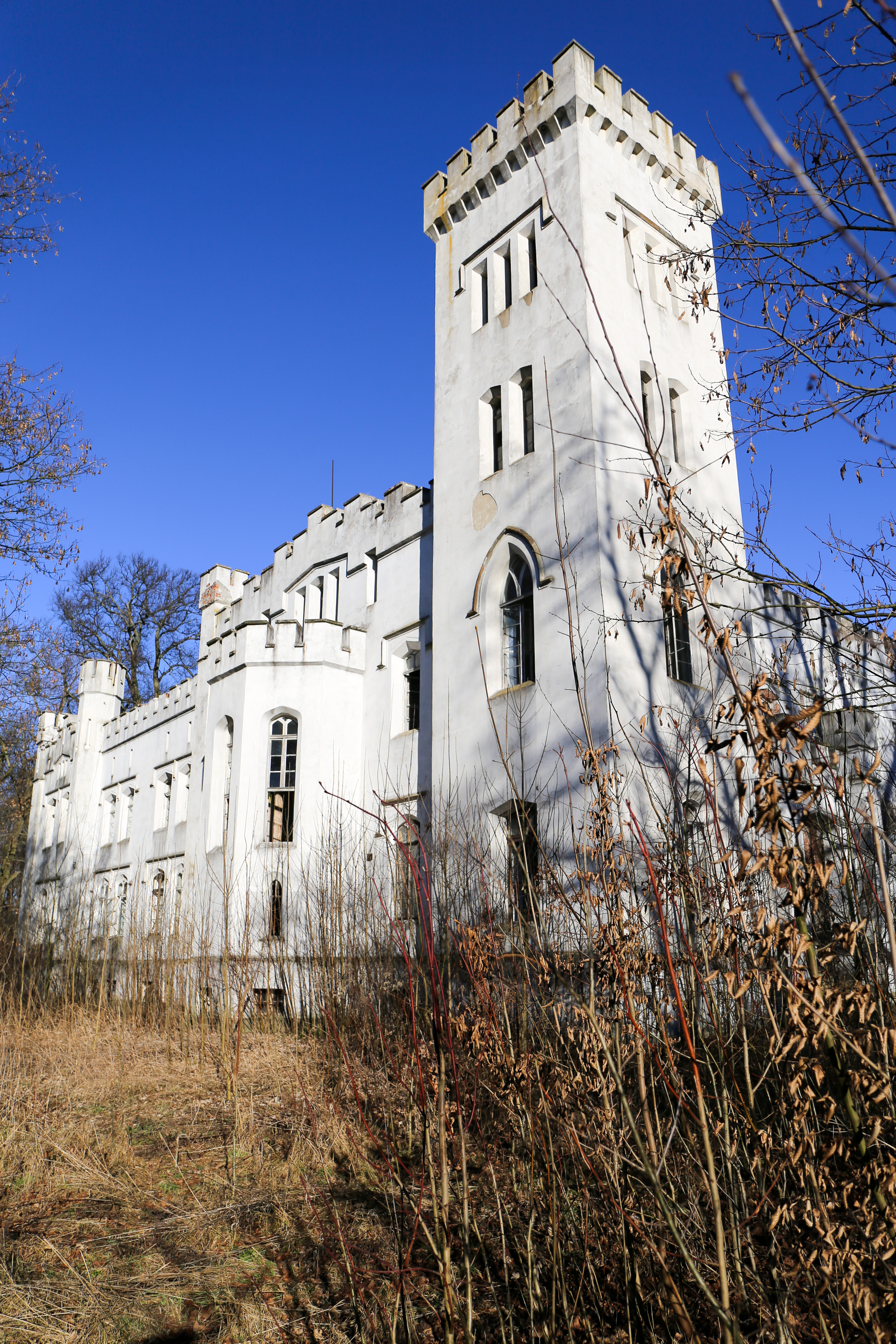
Das Schloss im Jahr 2019

- Das Schloss Lankau (poln. Pałac w Łączanach) wurde zwischen 1853 und 1854 im Auftrag der Familie Pfoertner von der Hoelle im Stil der Neogotik. Das Gebäude steht heute leer. Der Schlossbau steht seit 1977 unter Denkmalschutz.[5]
- Der Schlosspark mit einer Größe von 4 Hektar wurde in der Mitte des 19. Jahrhunderts angelegt.
- Alter Friedhof mit erhaltenen Denkmälern aus deutscher Zeit